# Al Ullman

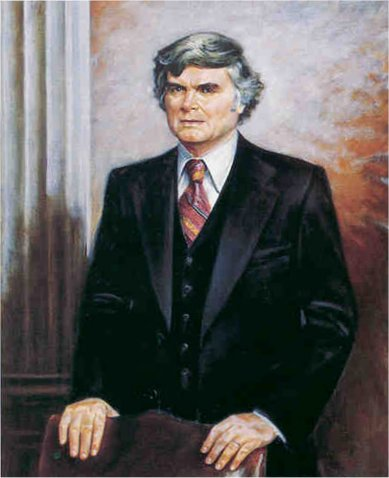
Al Ullman

Albert Conrad „Al“ Ullman (* 9. März 1914 in Great Falls, Montana; † 11. Oktober 1986 in Bethesda, Maryland) war ein US-amerikanischer Politiker. Zwischen 1957 und 1981 vertrat er den zweiten Wahlbezirk des Bundesstaates Oregon im US-Repräsentantenhaus.

## Werdegang
Al Ullman besuchte die öffentlichen Schulen in Snohomish im Staat Washington, wo sein Vater als Farmer und Zimmermann arbeitete. Danach studierte er bis 1935 am Whitman College in Walla Walla politische Wissenschaften. Zwischen 1935 und 1937 arbeitete Ullman als High-School-Lehrer in Port Angeles, wo er die Fächer Geschichte und Gemeinschaftskunde unterrichtete. Danach setzte er seine Ausbildung bis 1939 an der Columbia University in New York City fort. Dort studierte er öffentliches Recht.
Während des Zweiten Weltkriegs war Ullman Nachrichtenoffizier in der US-Marine. Er war im südpazifischen Raum eingesetzt. Später wurde er Mitglied der Reserve der Marine. Nach dem Krieg ließ er sich in Baker City nieder, wo er den Beruf des Architekten erlernte. Er wurde Bauunternehmer und betätigte sich auf dem Immobilienmarkt.
Politisch war er Mitglied der Demokratischen Partei. Bei den Wahlen des Jahres 1954 kandidierte er erfolglos für den Kongress. Zwei Jahre später wurde er dann aber in das US-Repräsentantenhaus gewählt, wo er am 3. Januar 1957 Sam Coon ablöste. Nachdem er in den folgenden Jahren jeweils in seinem Amt bestätigt wurde, konnte Al Ullman bis zum 3. Januar 1981 insgesamt zwölf zusammenhängende Legislaturperioden im Kongress absolvieren. In dieser Zeit war er zeitweise Mitglied und Vorsitzender verschiedener Ausschüsse. Er war unter anderem Vorsitzender des Haushaltsausschusses, Mitglied im Finanzausschuss sowie in einigen Steuerkommissionen; außerdem saß er im Justizausschuss und dem Committee on Ways and Means, dessen Vorsitzender er zwischen 1977 und 1981 war.
Im Jahr 1980 unterlag er bei einer neuerlichen Kandidatur dem Republikaner Denny Smith. Nach dem Ende seiner Tätigkeit blieb Ullman in Washington, wo er eine Beraterfirma gründete. Er lebte im benachbarten Falls Church in Virginia und verstarb im Oktober 1986. Al Ullman war mit Audrey Ullman verheiratet.